# Groupe écologiste (senaat)
De Groupe écologiste, Nederlands: Ecologische groepering was de naam van de fractie van de partijen, die in de Franse Senaat een groene politiek voerden. De partij werd in 2012 opgericht, maar werd in 2017 weer opgeheven. Dat was gedurende de periode dat François Hollande de president van Frankrijk was.
De groep bestond, toen die in 2012 werd opgericht, uit vijf vrouwen en vijf mannen. De groep werd snel met twee vrouwen uitgebreid, maar dat duurde alleen tot 2014, toen de regering-Ayrault II viel.
De samenstelling van de groep aan het einde volgt hieronder. Het aantal leden van de verschillende politieke partijen staat achter de naam van de deelnemende partijen.
- Europe Écologie-Les Verts 6
- Parti écologiste 1
- Divers Gauche 1
- Mouvement démocrate 1
- Parti socialiste 1

## Websites
- (fr)  Franse Senaat. Samenstelling van de fractie.

Samenstelling per 27 juli 2019 
 De deelnemende partijen met de meeste zetels worden genoemd, alleen de partijen met een enkele zetel binnen de fractie ontbreken.